# 坂崎 (幸田町)
坂崎（さかざき）は愛知県額田郡幸田町の大字。

## 地理
幸田町の北部に位置する。小字を持つが、丁目は持たない。

### 河川
- 相見川
- 柳川

### 小字
| - 字青塚（あおつか） - 字揚り山（あがりやま） - 字荒子（あらこ） - 字荒田（あらた） - 字石ノ塔（いしのとう） - 字市場（いちば） - 字市場浦（いちばうら） - 字稲熊野（いなくまの） - 字乳母ケ懐（うばがふところざ） - 字馬頭（うまのかしら） - 字粳原（うるしはら） - 字海老子（えびこ） - 字皇子ケ入（おうじがいり） - 字皇子田（おうじた） - 字大江（おおえ） - 字大硲（おおば） - 字送り山（おくりやま） - 字小畑（おばた） - 字御屋敷（おやしき） - 字欠間（かけま） - 字鍛治屋下（かじやした） - 字形添（かたぞえ） - 字鐘場（かねば） - 字上石塚（かみいしづか） - 字狐崎（きつねざき） - 字京ケ峯（きょうがみね） - 字京ケ峯南（きょうがみねみなみ） - 字京ケ峯下（きょうがみねした） - 字楠（くす） - 字楠木（くすのき） - 字国定（くにさだ） - 字黒下（くろした） - 字黒瀬（くろせ） - 字孝行（こうこう） - 字小道（こどう） - 字小道畑（こどうばた） - 字三軒家（さんげんや） - 字下石塚（しもいしづか） - 字城（しろ） - 字新縄（しんなわ） - 字上田（じょうた） - 字神宮司（じんぐうじ） | - 字雀ケ入（すずめがいり） - 字竹下（たけした） - 字田中下（たなかした） - 字次見（つぐみ） - 字天神山（てんじんやま） - 字出崎（でさき） - 字通縄（とおりなわ） - 字洞ケ圦（どうがいり） - 字道坂（どうざか） - 字仲田（なかた） - 字七曲り（ななまがり） - 字西ケ崎（にしがさき） - 字西ケ崎前（にしがさきまえ） - 字西長根（にしながね） - 字菲ケ圦（にらがいり） - 字八幡山（はちまんやま） - 字馬場（ばんば） - 字東鳴沢（ひがしなるさわ） - 字広野（ひろの） - 字深田（ふかだ） - 字二子山（ふたごやま） - 字船附（ふなつき） - 字平蔵脇（へいぞうわき） - 字部後（へご） - 字弁天（べんてん） - 字宝六下（ほうろくした） - 字前山（まえやま） - 字松本（まつもと） - 字松本前（まつもとまえ） - 字的場（まとば） - 字丸池（まるいけ） - 字迎山（むかえやま） - 字櫓畑（やぐらばた） - 字柳原（やなぎはら） - 字山添（やまぞえ） - 字祐金（ゆうきん） - 字与荒子（よあらこ） - 字葮添（よしぞえ） - 字礼硲（れいば） - 字六反（ろくたん） |

## 歴史
額田郡坂崎村を前身とする。
付近は古墳時代に小規模な古墳が多数あったことが分かっている。伝説ではヤマトタケルが東征の際に京ケ峯に上って西方を望み、都を懐かしんだとされ、三村神社（坂崎大明神）に祀られている。弓削氏を祖とする平岩氏が坂崎古城を拠点としてこの地域を治めていた。室町時代には足利将軍家の領地であったが、戦乱が続いて伊勢貞親の家臣である松平信光が勢力を伸ばして三河国一帯を支配するにつれて、大草松平家が現在の岡崎市南部から幸田町北部付近を本拠地にし、平岩氏は松平氏に臣従するようになった。1542年には徳川十六神将の平岩親吉がこの地で生まれた。関ヶ原の戦い後、大久保彦左衛門がこの土地に所領を得て、以後は旗本大久保氏が治めた。 

## 世帯数と人口
2015年（平成27年）10月1日現在の世帯数と人口は以下の通りである。
| 大字 | 世帯数  | 人口    |
| ---- | ------- | ------- |
| 坂崎 | 906世帯 | 3,416人 |

### 人口の変遷
国勢調査による人口の推移
| 1995年（平成7年）  | 2,992人 | [ 5 ] |  |
| 2000年（平成12年） | 3,156人 | [ 6 ] |  |
| 2005年（平成17年） | 3,037人 | [ 7 ] |  |
| 2010年（平成22年） | 3,223人 | [ 8 ] |  |
| 2015年（平成27年） | 3,416人 | [ 2 ] |  |

## 小・中学校の学区
市立小・中学校に通う場合、学区は以下の通りとなる。
| 番・番地等 | 小学校             | 中学校             |
| ---------- | ------------------ | ------------------ |
| 全域       | 幸田町立坂崎小学校 | 幸田町立北部中学校 |

## 交通
道路
- 国道248号
- 愛知県道483号岡崎幸田線

鉄道
- JR東海道本線
  - 通過するのみである

## 施設
- 愛知県警察岡崎警察署坂崎警察官駐在所
- 愛知県企業庁幸田浄水場
- 幸田町立坂崎小学校
- 幸田町立坂崎保育園
- 学校法人白菊学園たつみ第二幼稚園
- 彦佐公園
- 安国寺- 室町時代（1339年）に足利尊氏及び直義が日本各地に建立した安国寺の一つ（三河国安国寺）。
- 円行寺
- 八幡宮
- あいち三河農業協同組合坂崎支店
- ソニーグローバルマニュファクチャリング&オペレーションズ幸田サイト
- 新東工業幸田事業所

## その他

### 日本郵便
- 郵便番号 : 444-0104[3]（集配局：幸田郵便局[10]）。

## 参考資料
- 「角川日本地名大辞典」編纂委員会 編『角川日本地名大辞典 23 愛知県』角川書店、1989年3月8日。ISBN 4-04-001230-5。
- 有限会社平凡社地方資料センター 編『日本歴史地名体系第23巻 愛知県の地名』平凡社、1981年。ISBN 4-582-49023-9。